# پیرامون‌سهره
پیرامون‌سهره (نام علمی: Amphispiza) نام یک سرده از تیره زردپره‌ایان است.

## گونه‌ها
- گنجشک پنج‌نواره Amphispiza quinquestriata
- گنجشک گلوسیاه, Amphispiza bilineata